# Judô nos Jogos Paralímpicos de Verão de 2012 - Até 57 kg feminino
A competição de judô na categoria até 57 kg feminino foi disputada no dia 31 de agosto no Complexo ExCel, em Londres.

## Medalhistas
| Ouro   | AZE Afag Sultanova                           |
| Prata  | BRA Lúcia da Silva Teixeira                  |
| Bronze | ESP Monica Merenciano Herrero TUR Duygu Çete |

## Formato de competição
Participam da competição 8 atletas. O torneio é eliminatório simples e as lutadoras que são derrotadas na primeira fase disputam a repescagem para a disputa do bronze, contra as lutadoras que perderem nas semifinais.

## Resultados
|  | Quartas de final              | Quartas de final              | Quartas de final |  |  | Semifinais                    | Semifinais                    | Semifinais                  |     |                    | Final              | Final | Final |
|  |                               |                               |                  |  |  |                               |                               |                             |     |                    |                    |       |       |
|  | JPN Mayumi Yoneda             | JPN Mayumi Yoneda             | 000              |  |  |                               |                               |                             |     |                    |                    |       |       |
|  | TUR Duygu Çete                | TUR Duygu Çete                | 100              |  |  | TUR Duygu Çete                | TUR Duygu Çete                | 0001                        |     |                    |                    |       |       |
|  | FRA Marion Coadou             | FRA Marion Coadou             | 000              |  |  | AZE Afag Sultanova            | AZE Afag Sultanova            | 002                         |     |                    |                    |       |       |
|  | AZE Afag Sultanova            | AZE Afag Sultanova            | 100              |  |  |                               |                               |                             |     | AZE Afag Sultanova | AZE Afag Sultanova | 100   |       |
|  | USA Cynthia Paige Simon       | USA Cynthia Paige Simon       | 000              |  |  |                               | BRA Lúcia da Silva Teixeira   | BRA Lúcia da Silva Teixeira | 000 |                    |                    |       |       |
|  | ESP Monica Merenciano Herrero | ESP Monica Merenciano Herrero | 101              |  |  | ESP Monica Merenciano Herrero | ESP Monica Merenciano Herrero | 0002                        |     |                    |                    |       |       |
|  |                               |                               |                  |  |  | BRA Lúcia da Silva Teixeira   | BRA Lúcia da Silva Teixeira   | 1011                        |     |                    |                    |       |       |
|  |                               |                               |                  |  |  |                               |                               |                             |     |                    |                    |       |       |
|  |                               |                               |                  |  |  |                               |                               |                             |     |                    |                    |       |       |
|  |                               |                               |                  |  |  |                               |                               |                             |     |                    |                    |       |       |

### Repescagem
|  | Repescagem        | Repescagem        | Repescagem |  |  | Medalha de Bronze             | Medalha de Bronze             | Medalha de Bronze |
|  |                   |                   |            |  |  |                               |                               |                   |
|  | JPN Mayumi Yoneda | JPN Mayumi Yoneda | 000        |  |  |                               |                               |                   |
|  | FRA Marion Coadou | FRA Marion Coadou | 100        |  |  | FRA Marion Coadou             | FRA Marion Coadou             | 0002              |
|  |                   |                   |            |  |  | ESP Monica Merenciano Herrero | ESP Monica Merenciano Herrero | 1011              |
|  |                   |                   |            |  |  |                               |                               |                   |
|  |                   |                   |            |  |  |                               |                               |                   |
|  |                   |                   |            |  |  |                               |                               |                   |
|  |                   |                   |            |  |  |                               |                               |                   |

|  | Medalha de Bronze       |                         |      |
|  |                         |                         |      |
|  | USA Cynthia Paige Simon | USA Cynthia Paige Simon | 0002 |
|  | TUR Duygu Çete          | TUR Duygu Çete          | 014  |